# Castor (Cambridgeshire)
Castor è un villaggio e parrocchia civile dell'Inghilterra, appartenente alla contea del Cambridgeshire.